# 迪戈鮑蒂斯塔烏瓦內哈市

迪戈鮑蒂斯塔烏瓦內哈市（西班牙語：Municipio Diego Bautista Urbaneja），是委內瑞拉的一個市，位於該國東北部安索阿特吉州，首府設於萊切里亞，始建於1991年，面積12平方公里，海拔高度6米，2010年人口27,982，人口密度為每平方公里2,331.83人。